# 1555
Het jaar 1555 is het 55e jaar in de 16e eeuw volgens de christelijke jaartelling.

## Gebeurtenissen
maart
- 25 - De stad Valencia wordt op Maria boodschap gesticht door kapitein Alonzo Díaz Moreno. Het is de eerste Spaanse nederzetting in centraal Venezuela. De officiële naam van de stad is Nuestra Señora de la Asunción de Nueva Valencia del Rey.

april
- 9 - Marcello Cervini wordt gekozen tot Paus Marcellus II.
- april - Bij een grote stadsbrand in Medemblik wordt de gehele stad in puin gelegd. Veel mensen komen om, wanneer door de brand een kruitschip in de haven van de stad ontploft. De brand duurt vijf dagen.

mei
- 1 - De nieuwe paus Marcellus II sterft al na 22 dagen.
- 23 - Kardinaal Giovanni Pietro Carafa wordt tot paus gekozen. Als Paulus IV wordt hij de eerste paus van de contrareformatie.

september
- 25 - De Godsdienstvrede van Augsburg beëindigt de Schmalkaldische Oorlog (1546-1555).

oktober
- 21 - De Heerlijkheid Culemborg wordt verheven tot Graafschap.
- 25 - Keizer Karel V doet afstand van de regering over de Nederlanden en de Franche-Comté ten behoeve van zijn zoon Filips II. Karel blijft nog koning van Spanje en Rooms-keizer.

november
- 17 - De nieuwe landsheer van de Nederlanden Filips II van Spanje benoemt elf nieuwe leden van de Raad van State, onder wie Willem van Oranje en Lamoraal van Egmont.

zonder datum
- De Nijmeegse jezuïet Petrus Canisius publiceert de 'Summa doctrina Christiana', een soort katechismus.
- Christoffel Plantijn sticht in Antwerpen een uitgeverij.
- De laatste dijk rond het eiland van Reimerswaal begeeft het en het water staat nu rond de stadswallen.

## Beeldende kunst

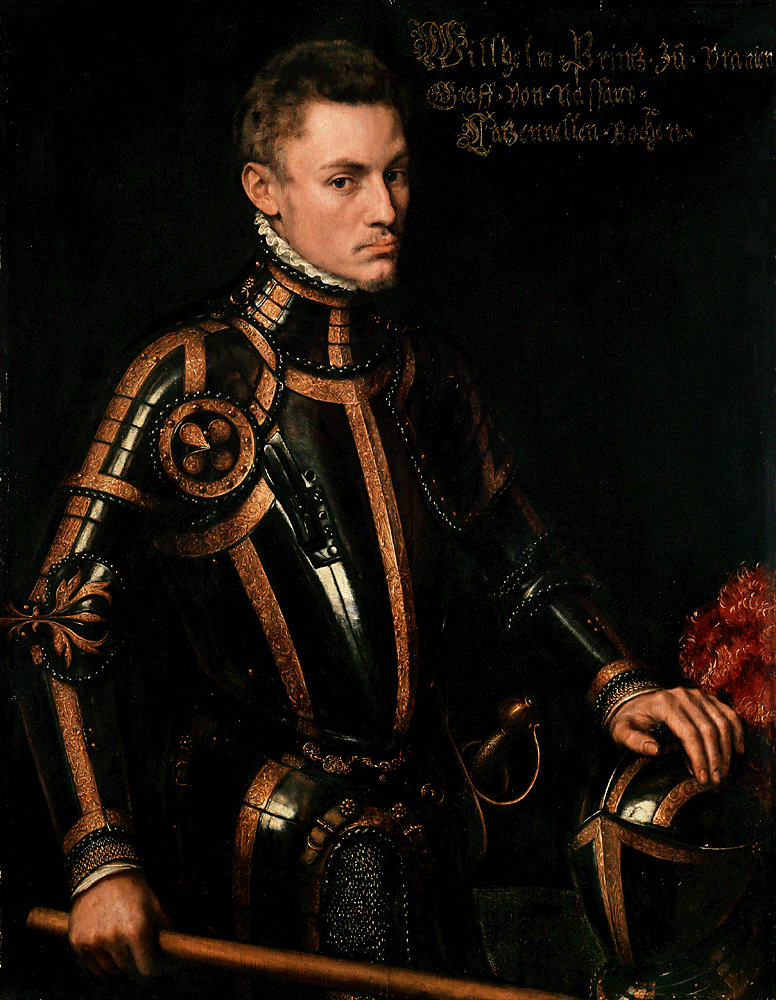
Portret van Willem van Oranje (1555) Anthonis Mor van Dashorst, Staatliche Museen, Kassel

## Bouwkunst

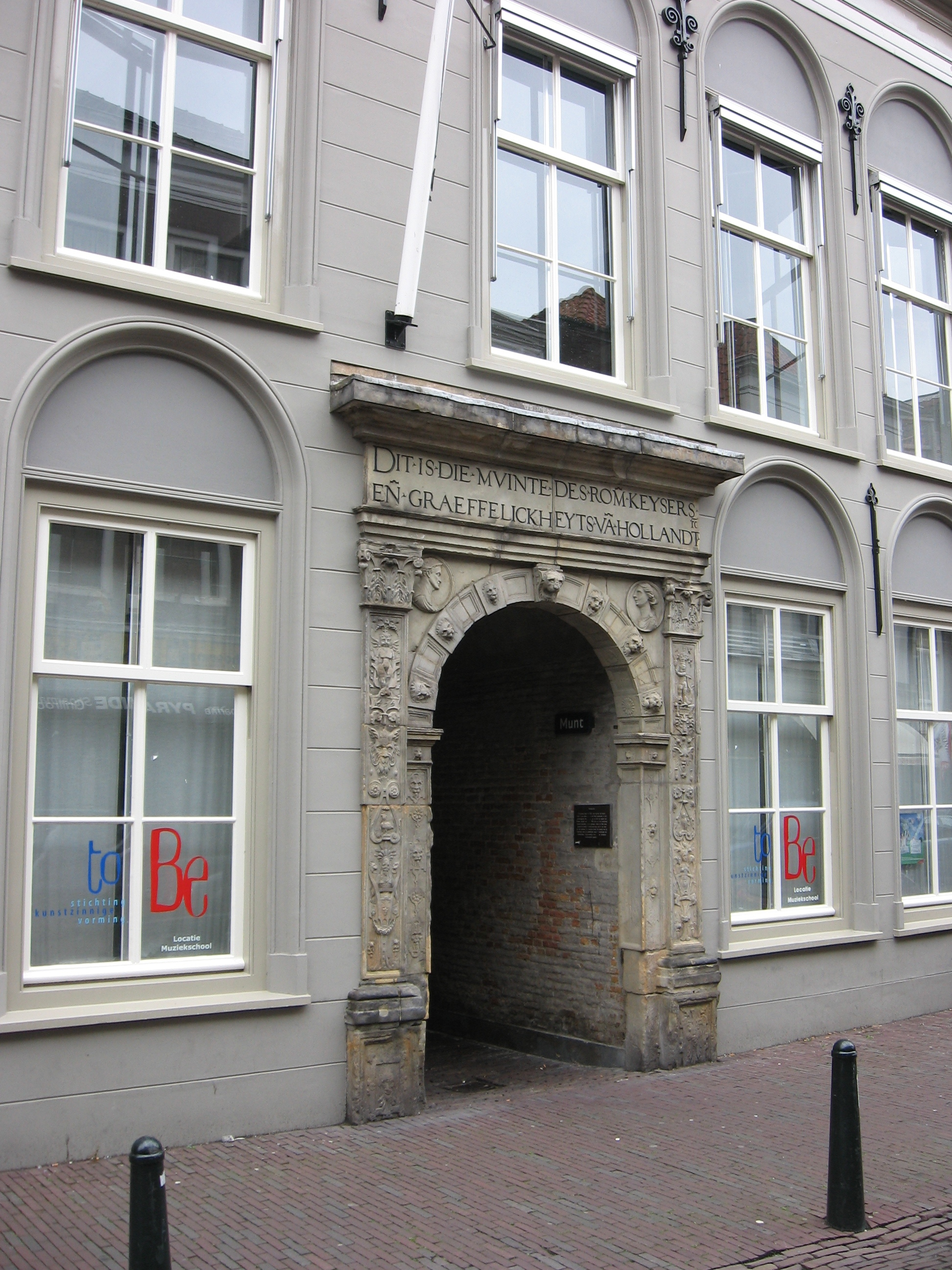
Muntpoortje, Dordrecht (1555)

## Geboren
september
- 23 - Louise de Coligny, de vierde echtgenote van prins Willem I

december
- 27 - Johann Arndt, Duits theoloog

## Overleden
maart
- 23 - Paus Julius III (67), paus van 1550 tot 1555

april
- 11 - Johanna de Waanzinnige (Johanna van Castilië) (75), koningin van Castilië en moeder van keizer Karel V

mei
- 1 - Paus Marcellus II (53), paus in 1555
- 25 - Gemma Frisius (46), Nederlands geograaf
- 29 - Hendrik II van Navarra (52), koning van Navarra, graaf van Armagnac en Périgord

juni
- 7 - Maarten van Rossum, militair, heer van Poederoyen, pandheer van Bredevoort, heer van Cannenburgh, heer van Lathum en Baer, maarschalk van Gelre, en keizerlijk stadhouder van Luxemburg

november
- 21 - Georg Agricola, Duits wetenschapper